# Таро Цудзимото
Таро Цудзимото (англ. Taro Tsujimoto; 16 ноября 1954, Осака, Япония) — вымышленный японский хоккеист из вымышленного клуба «Токио Катанас». Выбран на драфте НХЛ 1974 года в 11-м раунде под 183-м номером клубом «Баффало Сейбрз». Мистификацию придумал генеральный менеджер клуба Панч Имлэк. Имя хоккеиста придумал PR-менеджер «Баффало» Пол Виланд назвав его в честь продавца фруктов, которого знал ещё со студенческих времён, а в название клуба включено название меча катана, по аналогии с собственным клубом The Sabres («клинки»).
Панчу Имлэку надоел долгий и утомительный процесс драфта, и он решил посмеяться над НХЛ. Он объявил имя японского игрока Таро Цудзимото, заявив, что он центрфорвард, звезда клуба «Токио Катанас» из Японской лиги. Не зная о мистификации, НХЛ приняла выбор генерального менеджера, и вслед за лигой и основные СМИ.
НХЛ вычеркнула 183-й номер из летописи драфта-1974.
«Баффало Сейбрз» до сих пор включают Таро Цудзимото в свои официальные справочники по команде.
Таро Цудзимото быстро стал «шуткой для посвященных» в круге фанатов «Баффало Сейбрз» и его сотрудников. В течение многих лет после драфте НХЛ 1974 фанаты скандируют «Мы хотим Таро» («We Want Taro»), когда игры на домашнем стадионе Buffalo Memorial Auditorium становятся односторонней. Кроме того, в течение многих лет, вывешивались баннеры «Таро говорит …» («Taro Says…»), в ответ на остроумный комментарий противника. Также фанаты «Сейбрз» часто приобретают клубные свитера с фамилией Цудзимото и номером 74, годом драфта.
Летом 2011 года Panini America (компания, специализирующаяся на карточках хоккеистов), добавили Таро Цудзимото в свой 2010-11 Score Rookies & Traded box set.